# Jeremy Hardy
Jeremy James Hardy (Farnborough, Reino Unido, 17 de julio de 1961-1 de febrero de 2019) fue un comediante británico con apariciones en televisión y radio.

## Biografía
Nació en Farborough, condado de Hampshire, en 1961. Era el quinto hijo del científico espacial Donald D. Hardy (1925-2016) y Sheila Stagg (1924-2012). Asistió al Farham College y después estudió Historia Moderna y Política en la Universidad de Southampton. Tras no conseguir una plaza en un curso de periodismo, barajó convertirse en actor o poeta.
Comenzó su carrera escribiendo guiones, pero, a comienzos de la década de los ochenta, comenzó a ofrecer espectáculos de comedia en vivo en Londres, financiados, en parte, por el subsidio que obtenía de la Enterprise Allowance Scheme, una iniciativa impulsada por el gabinete de Margaret Thatcher que concedía dinero a los desempleados para que pudieran emprender sus propios negocios. En 1988 ganó el Perrier Comedy Award, concedido durante el Edinburgh Fringe.
Su debut televisivo tuvo lugar a finales de la década de los ochenta: tenía un papel recurrente en Now – Something Else, un programa cómico conducido por Rory Bremmer en la BBC Two, y participaba, ocasionalmente, en otros, incluido el programa de entrevistas Wogan, emitido en BBC One. Participó también en Blackaader Goes Forth (1989) y presentó un documental para televisión sobre el contexto político de la Revolución inglesa, así como una edición de Top of the Pops. También fue uno de los capitanes de If I Ruled the World, que tuvo dos temporadas.
Compartió micrófono con Kit Hollerbach en Unnatural Acts y At Home with the Hardys, dos comedias radiofónicas emitidas por la BBC.
Alcanzó la fama con su trabajo en la BBC Radio 4, especialmente con The News Quiz, I'm Sorry I Haven't a Clue y Jeremy Hardy Speaks to the Nation. Su estancia en Palestina durante la Segunda Intifada de 2002 se llevó a la pantalla un año después en un documental dirigido por Leila Sansour y titulado Jemy Hardy vs. the Israeli Army. Asimismo, entre diciembre de 2017 y enero de 2018 se emitió en Radio 4 una serie de cuatro episodios bajo el título Jeremy Hardy Feels It.
Hasta 2001 escribió una columna para The Guardian de manera regular. A partir de ese año, comenzó a colaborar con la revista del London Evening Standard.
Su primer libro, When Did You Last See Your Father, salió a la venta en 1992. En marzo de 2010 publicó My Family and Other Strangers, basado en sus indagaciones acerca de su historia familiar.
Falleció el 1 de febrero de 2019, a los 57 años de edad, víctima del cáncer.

## Apariciones

### Televisión
- Helping Henry (1988) – voz Henry
- Blackadder Goes Forth ("Corporal Punishment") – Cabo Perkins (1989)
- Jack and Jeremy's Real Lives (1996) (con Jack Dee)
- If I Ruled the World (1998)
- QI (2003)
- Grumpy Old Men (2004)
- Mock the Week (2005)
- Countdown (2007)
- The Voice (2008)

### Radio
- The News Quiz
- I'm Sorry I Haven't a Clue
- Just a Minute
- Jeremy Hardy Speaks to the Nation
- Unnatural Acts
- At Home with the Hardys
- You'll Have Had Your Tea: The Doings of Hamish and Dougal
- Chain Reaction
- Comic to Comic
- The Unbelievable Truth
- Jeremy Hardy Feels It (2018)

### Películas
- Hotel (2001)
- Jeremy Hardy vs. the Israeli Army (2003)
- How to Be (2008)